# Енді Кемпбелл
Енді Кемпбелл (англ. Andy Campbell, нар. 18 квітня 1979, Мідлсбро) — англійський футболіст, що грав на позиції нападника. По завершенні ігрової кар'єри — тренер.
Виступав, зокрема, за клуб «Мідлсбро» та «Кардіфф Сіті», а також молодіжну збірну Англії.

## Клубна кар'єра
Народився в Мідлсбро і є вихованцем однойменного клубу з рідного міста. Дебютував за «Мідлсбро» 5 квітня 1996 року, вийшовши на заміну в переможному матчі проти «Шеффілд Венсдей» (3:1) і забив свій перший гол за клуб 15 жовтня 1997 року в грі проти «Сандерленда» (2:0) у Кубку Ліги. Згодом здавав в оренду до клубів «Шеффілд Юнайтед», «Болтон Вондерерз» та «Кардіфф Сіті» і з останнім клубом 2002 року підписав повноцінний контракт. 
Спочатку був основним гравцем валлійського клубу, але протягом останніх років став рідше грати, і після оренди в «Донкастер Роверз» і «Оксфорд Юнайтед» він приєднався до шотландського клубу Прем'єр-ліги «Донкастер Роверз», де дебютував 28 січня 2006 року в матчі проти «Мазервелла» (1:1).
8 серпня 2006 року Кемпбелл на правах вільного  підписав контракт з «Галіфакс Тауном», де провів два роки. Після того, як клуб припинив існування в кінці сезону 2007/08, у липні 2008 року він приєднався до «Фарслі Селтік», яке через шість місяців він покинув, щоб приєднатися до іншої команди із Західного Йоркширу сторони «Бредфорд Парк-Авеню».
Завершив ігрову кар'єру у команді «Вітбі Таун», за яку виступав протягом 2010—2012 років.

## Виступи за збірну
2000 року залучався до складу молодіжної збірної Англії, з якою був учасником молодіжного чемпіонату Європи 2000 року у Словаччині, де забив гол у грі проти Туреччини (6:0), але англійці не вийшли з групи. Всього на молодіжному рівні зіграв у 4 офіційних матчах.

## Кар'єра тренера
Розпочав тренерську кар'єру відразу ж по завершенні кар'єри гравця, 2012 року, очоливши тренерський штаб клубу «Нортон&Стоктон Ансьєнтс», після чого з 2015 по 2016 рік був головним тренером команди «Вест Окленд Таун».
У серпні 2021 року його призначили головним тренером жіночого клубу «Мідлсбро». 4 квітня 2023 року Кемпбелл покинув клуб.